# Lauritz Christiansen (Segler)
Lauritz Christian Christiansen (* 10. Dezember 1867 in Bergen; † 9. Dezember 1930 ebenda) war ein norwegischer Segler.

Segelriß 12mR-Yacht (Typ 1907)

## Erfolge
Lauritz Christiansen, der für den Kongelig Norsk Seilforening (KNS) segelte, wurde 1920 in Antwerpen bei den Olympischen Spielen in der 12-Meter-Klasse nach der International Rule von 1907 Olympiasieger. Er war Crewmitglied der Atlanta, die als einziges Boot seiner Klasse teilnahm. Der Atlanta genügte mangels Konkurrenz in zwei Wettfahrten jeweils das Erreichen des Ziels zum Gewinn der Goldmedaille. Zur Crew gehörten zudem die Brüder Halvor und Rasmus Birkeland, Halvor Møgster, Hans Næss und die Brüder Ole, Jan, Kristian und Henrik Østervold. Letzterer war Besitzer und Skipper der Atlanta.